# Mosvoetvlieskelkje
Het mosvoetvlieskelkje (Hymenoscyphus bryophilus) is een schimmel behorend tot de familie Helotiaceae. Het leeft saprotroof op levend bladmos.

## Verspreiding
Het mosvoetvlieskelkje komt in Nederland zeer zeldzaam voor.